# Astomella neolitseae
Astomella neolitseae är en svampart som beskrevs av Thirum. 1947. Astomella neolitseae ingår i släktet Astomella, divisionen sporsäcksvampar och riket svampar.   Inga underarter finns listade i Catalogue of Life.